# Quassia gabonensis
Quassia gabonensis là một loài thực vật có hoa trong họ Thanh thất. Loài này được Pierre miêu tả khoa học đầu tiên năm 1896.